# Quint Emili Lèpid (avi de Lèpid)
Quint Emili Lèpid (en llatí Quintus Aemilius M. F. M. N. Lepidus) va ser un magistrat romà del segle ii aC. Era suposadament fill de Marc Emili Lèpid (Marcus Aemilius Lepidus) i, per tant, germà de Marc Emili Lèpid Porcina que va ser cònsol l'any 137 aC (Marcus Aemilius M. F. M. N. Lepidus Porcina). Formava part de la gens Emília i era de la família dels Lèpid.
No va ocupar cap alta magistratura però va ser l'avi de Lèpid el triumvir.